# Torneo de Estocolmo 2014

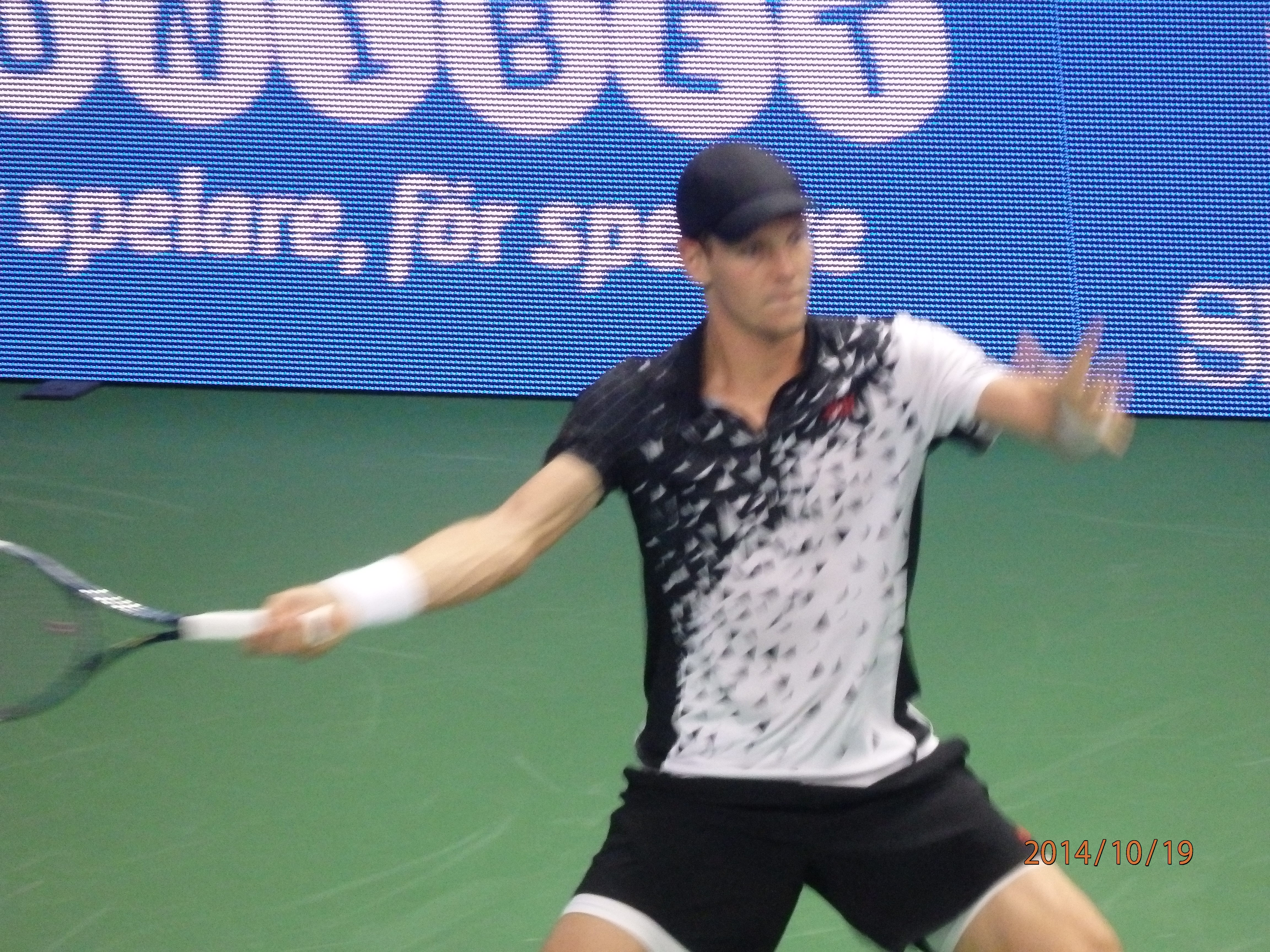
El tenista Tomáš Berdych durante el If Stockholm Open 2014.

El If Stockholm Open 2014 es un torneo de tenis. Pertenece al ATP Tour 2014 en la categoría ATP World Tour 250. El torneo tendrá lugar en la ciudad de Bangkok, Tailandia, desde el 13 de octubre hasta el 19 de octubre de 2014 sobre canchas duras.

## Cabezas de serie
| Tenista             | Ranking | N.º |
| Tomáš Berdych       | 7       | 1   |
| Grigor Dimitrov     | 10      | 2   |
| Kevin Anderson      | 16      | 3   |
| Alexandr Dolgopolov | 24      | 4   |
| Leonardo Mayer      | 25      | 5   |
| Jérémy Chardy       | 32      | 6   |
| Fernando Verdasco   | 34      | 7   |
| João Sousa          | 49      | 8   |

### Dobles masculinos
| Tenista                           | Ranking | Preclasificada |
| Jean-Julien Rojer Horia Tecău     | 37      | 1              |
| Łukasz Kubot Robert Lindstedt     | 41      | 2              |
| Eric Butorac Raven Klaasen        | 42      | 3              |
| Juan Sebastián Cabal Robert Farah | 49      | 4              |

## Campeones

### Individual Masculino
Tomáš Berdych venció a  Grigor Dimitrov por 5-7, 6-4, 6-4

### Dobles Masculino
Eric Butorac /  Raven Klaasen vencieron a  Treat Huey /  Jack Sock por 6-4, 6-3